# هاتن
هاتن (به لاتین: Hatten) یک سکونتگاه مسکونی در آلمان است.